# Ausziehversuch
Als Ausziehversuche werden Prüfverfahren zur Bestimmung der Druckfestigkeit von Festbeton bezeichnet. Ausziehversuche gehören zu den zerstörenden Werkstoffprüfungen, die in der Regel direkt an einem Bauwerk durchgeführt werden. Unterschieden wird zwischen zwei Verfahrensarten, dem LOK-Test und dem CAPO-Test, wobei das Messprinzip in beiden Fällen das gleiche ist.

## Messprinzip und Verfahrensarten
Die Druckfestigkeitsbestimmung beruht auf der Messung der Kraft, die benötigt wird, um einen Stahlstab aus dem zu prüfenden Beton herauszuziehen. Zum gewünschten Prüfzeitpunkt, z. B. 28 Tage nach der Betonage, wird der Stab mit einer hydraulisch oder mechanisch betriebenen Vorrichtung gezogen. Für die Tests ist eine Kalibrierung an Proben mit bekannter Druckfestigkeit nötig.
Eine mögliche Verfahrensart ist der LOK-Test, der allerdings nur für neue Bauwerke oder Bauteile geeignet ist. Bei der Herstellung des Bauteils wird der Stahlstab mit einer kleinen Kopfplatte einbetoniert und später zur Prüfung herausgezogen.
Der CAPO-Test (engl. für Cut And Pull Out) hingegen ist auch für Bestandsgebäude geeignet, bei denen eine Ausziehprüfung zum Herstellungszeitpunkt nicht geplant war. Am Ende des Stahlstabs für den CAPO-Test befindet sich ein Spreizring, der in ein vorgebohrtes Loch gesteckt wird. Ähnlich wie bei einem Dübel verankert der Spreizring den Stab im Beton, sodass eine Messung mit dem gleichen Prinzip wie beim LOK-Test möglich ist.